# ضيون إسكتلندي
الضَّيْوَن الإسكتلندي أو القط البري الإسكتلندي (الاسم العلمي: Felis silvestris silvestris) هو نويع من القط البري الأوروبي يعيش في إسكتلندا. وُزع على نطاق واسع في جميع أنحاء بريطانيا العظمى، ولكن انخفضت أعداد جُمهرته كثيراً منذ مطلع القرن العشرين نتيجة فقدان الموائل والاضطهاد. فموطنه الآن يقتصر على شمال وشرق إسكتلندا. كشفت مسوحات التصوير بالكاميرات التي أجريت في المرتفعات الاسكتلندية بين سنوات 2010 و2013 أن القطط البرية تعيش في المقام الأول في الغابات المختلطة، بينما صُورت القطط الوحشية والمنزلية (Felis catus) غالباً على الأراضي العشبية. القط البري الاسكتلندي من الحيوانات المدرجة على أنها مهددة بالانقراض بشدة في المملكة المتحدة وهي مهددة بالتهجين مع القطط المنزلية. نظرًا لأن جميع الأفراد التي أُخذ عينات منها في السنوات الأخيرة أظهرت مستويات عالية من جينات وسمات القطط المنزلية والوحشية.